# Gustav Kuhn
Pour les articles homonymes, voir Kuhn.
Gustav Kuhn est un chef d'orchestre autrichien né le 25 août 1945 à Turrach (Styrie).

## Biographie
Gustav Kuhn naît le 25 août 1945 à Turrach.
Il commence son apprentissage musical à l'âge de quatre ans par le violon et le piano puis étudie au Mozarteum de Salzbourg à partir de 1964. Il travaille la direction d'orchestre à Salzbourg avec Bruno Maderna et Herbert von Karajan ainsi qu'à la Musikhochschule de Vienne avec Hans Swarowsky.
En 1969, Kuhn est lauréat d'un 1er prix au Concours international de la radio autrichienne. Il obtient en 1970 un doctorat de philosophie à l'Université de Salzbourg et un diplôme de Kapellmeister au Mozarteum.
Il fait ensuite carrière comme chef invité, en particulier à l'opéra. Entre 1970 et 1973, il est notamment premier chef invité à l'Opéra d'Istanbul, avant d'occuper le même poste à l'Opéra de Enschede (Pays-Bas) en 1974 et 1975 puis à l'Opéra de Dortmund entre 1975 et 1977.
En 1978, Gustav Kuhn devient chef permanent à l'Opéra de Vienne. De 1979 à 1983, il est directeur musical de l'Orchestre symphonique de Berne, puis directeur musical de l'Orchestre Beethoven de Bonn de 1983 à 1985,. Il fait ses débuts au Festival de Glyndebourne en 1980 avec L'Enlèvement au Sérail, se produit au Festival de Salzbourg, à Covent Garden (Don Giovanni, 1981), à l'Opéra et à l'Opéra lyrique de Chicago, à la Scala (Tannhäuser, 1984), à Rome (1985) et au teatro San Carlo (1986),. 
Il crée à la baguette des œuvres de Lorenzo Ferrero (Salvatore Giuliano, opéra, 1986) et Salvatore Sciarrino (L'immaginazione a se stessa, 1996), notamment.
À la direction, il est réputé dans les œuvres de Richard Strauss et Richard Wagner. Il dirige en 1987 la reprise au Festival de Pesaro de l'Ermione de Rossini et monte lui-même un certain nombre de productions, dont Der fliegende Holländer à Trieste, Parsifal et La Bohème à Naples, et Capriccio à Parme.
En 1986, Gustav Kuhn est nommé chef permanent à l'Opéra de Rome. Il est ensuite directeur artistique du festival d'opéra de Macerata et de l'Orchestre philharmonique des Marches, à Ancône, de 1997 à 2003, et prend la direction de l'Orchestre Haydn de Bolzano et Trente en 2003.
En 2018, il démissionne de ses fonctions du Tiroler Festspiele (de) de Erl, festival qu'il a fondé en 1998, à la suite de plusieurs accusations de harcèlement sexuel et d'abus de pouvoir portées contre lui par des chanteuses lyriques, qui le présentent comme « le « roi d'Erl », jeu de mots sinistre sur l'Erlkönig de Goethe, le malfaisant Roi des Aulnes mis en musique par Schubert »,.